# Sarthe (folyó)
Az Sarthe folyó Franciaország területén, a Maine hosszabb folyója.

## Földrajzi adatok
A folyó Orne megyében, Alençon közelében ered 260 méteren a tengerszint felett, és Angers-től északra, Maine-et-Loire megyében torkollik a Maine-ba. Hossza 313,9 km, vízgyűjtő területe 16 374 km². Átlagos vízhozama 83 m³ másodpercenként.
Mellékfolyói az Briante, Erve, Huisne, Loir, Merdereau, Orthe, Sarthon, Vaige és Vandelle.
Sarthe megye névadója.

## Megyék és városok a folyó mentén
- Orne: Alençon
- Sarthe: Le Mans
- Maine-et-Loire